# جائزة أبو ظبي
جائزة أبو ظبي جائزة إماراتية أقرتها حكومة أبوظبي لتكريم المواطنين والمقيمين في الإمارة ممن قدموا خدمات جليلة لها. وصدر المرسوم الأميري 29 لسنة 2005 بإطلاق الجائزة التي تمنح كل عامين.
وتعد الجائزة أعلى وسام مدني في الإمارة، كرمت منذ تأسيسها إلى النسخة العاشرة (2019)، 92 شخصية من 16 جنسية. ومن خلال تسليط الضوء على شخصيات تميزت بعطائها.

## الهدف
تكريم الذين أسهموا بتفانيهم والتزامهم العالي في خدمة أبوظبي لتكون أعمالهم مصدر إلهام يشجع الآخرين على القيام بأعمال نافعة تخدم المجتمع.

## شرط الترشح للجائزة
تكرم الجائزة من قدموا خدمات جليلة للمجتمع بغض النظر عن العمر أو الجنسية أو المهنة أو بلد الإقامة، والشرط الوحيد الواجب توافره في المرشحين هو قيامهم بأعمال خيرة وإسهامات إيجابية عادت بالنفع على مجتمع دولة الإمارات.